# (32081) 2000 JT77
2000 JT77 (asteroide 32081) é um asteroide da cintura principal. Possui uma excentricidade de 0.08476120 e uma inclinação de 6.08084º.
Este asteroide foi descoberto no dia 9 de maio de 2000 por LINEAR em Socorro.